# Robin Zwartjens
Robin Zwartjens (Delft, 17 maart 1998) is een Nederlands voetballer die als verdediger voor SV Spakenburg speelt.

## Carrière
Robin Zwartjens speelde in de jeugd van SV Wippolder, Sparta Rotterdam, DHC Delft, waar hij ook debuteerde voor het eerste team in de Hoofdklasse, en Feyenoord. In 2017 vertrok hij naar Jong FC Utrecht, waar hij in het betaald voetbal debuteerde. Dit was op 21 augustus 2017, in de met 0-3 verloren thuiswedstrijd tegen FC Oss. In zijn eerste seizoen bij Jong Utrecht kwam hij 34 keer in actie, waarin hij eenmaal scoorde. Daarna kwam hij niet meer in actie, en in de winterstop van het seizoen 2019/20 vertrok hij naar Jong ADO Den Haag. Hier speelde hij zes wedstrijden in de Derde divisie Zondag, voordat de competitie door de coronapandemie werd stilgelegd. In de zomer van 2020 vertrekt hij naar SV Spakenburg.

### Statistieken
| Seizoen                   | Club              | Land           | Competitie         | Competitie | Competitie | Beker | Beker | Totaal | Totaal |
| Seizoen                   | Club              | Land           | Competitie         | Wed.       | Dlp.       | Wed.  | Dlp.  | Wed.   | Dlp.   |
| ------------------------- | ----------------- | -------------- | ------------------ | ---------- | ---------- | ----- | ----- | ------ | ------ |
| 2017/18                   | Jong FC Utrecht   | Nederland      | Eerste divisie     | 34         | 1          | –     | –     | 34     | 1      |
| 2018/19                   | Jong FC Utrecht   | Nederland      | Eerste divisie     | 0          | 0          | –     | –     | 0      | 0      |
| 2019/20                   | Jong FC Utrecht   | Nederland      | Eerste divisie     | 0          | 0          | –     | –     | 0      | 0      |
| 2019/20                   | Jong ADO Den Haag | Nederland      | Derde divisie Zon. | 6          | 0          | –     | –     | 6      | 0      |
| 2020/21                   | SV Spakenburg     | Nederland      | Tweede divisie     | 0          | 0          | 0     | 0     | 0      | 0      |
| Carrièretotaal            | Carrièretotaal    | Carrièretotaal | Carrièretotaal     | 40         | 1          | 0     | 0     | 40     | 1      |
| Bijgewerkt op 19 mei 2020 |                   |                |                    |            |            |       |       |        |        |